# حزب ماينديليو الديمقراطي
حزب ماينديليو الديمقراطي هو حزب سياسي في كينيا .

## التاريخ
تم إنشاء الحزب في عام 2007.  في انتخابات 2013، رشح الحزب ثمانية مرشحين للجمعية الوطنية. وحصل على 0.3٪ من الأصوات، وفاز بمقعد واحد،  موسى مالولو إنجيندي في مالافا. 

## روابط خارجية
- الموقع الرسمي